# Ivan Kaljajev
Ivan Platonovič Kaljajev (rusky Иван Платонович Каляев, 6. července 1877, Varšava, Ruské impérium – 23. května 1905, Petrohrad, Ruské impérium) byl ruský básník, člen strany socialistů-revolucionářů a vrah velkovévody Sergeje Alexandroviče.

## Životopis

### Mládí
Ivan Kaljajev se narodil ve Varšavě do rodiny ruského policejního inspektora a polské matky.
Roku 1898 začal navštěvovat Petrohradskou univerzitu, ale brzy se účastnil studentských protestů, načež byl uvězněn, vyhnán z univerzity a poslán do exilu v Dněpropetrovsku.
Po návratu se pokoušel dostat zpátky na univerzitu, ale kvůli jeho politickým aktivitám neuspěl.

### Revoluční činnost
V roce 1901 se Kaljajev připojil k Ruské sociálně demokratické dělnické straně, ale brzy se s ní rozešel, připadalo mu, že se v ní moc hovoří a málo dělá.
Poté odešel do Lvova, kde se vzdělával na tamní univerzitě a kde potkal mnoho ruských vystěhovaleckých revolucionářů. Brzy odjel Kaljajev do Berlína, kde byl zatčen za propagaci revolučních knih a vydán do Ruska. Po krátkém vězení ve Varšavě byl Kaljajev deportován do Jaroslavle.
Ve vyhnanství v Jaroslavlu vstoupil Kaljajev do strany socialistů-revolucionářů a spřátelil se se spisovateli Borisem Savinkovem a Alexejem Remizovem (se Savinkovem již dříve chodil na univerzitu), a rozhodl se věnovat svůj život revolučním akcím. V té době se Kaljajev, přesvědčil, že jen politický teror je způsob, jak prosazovat své myšlenky. Později se setkal s kolegou Jevno Azefem, kterému řekl, že bude vykonávat politické atentáty, dokonce za cenu vlastního života.

### Atentát na Sergeje Alexandroviče

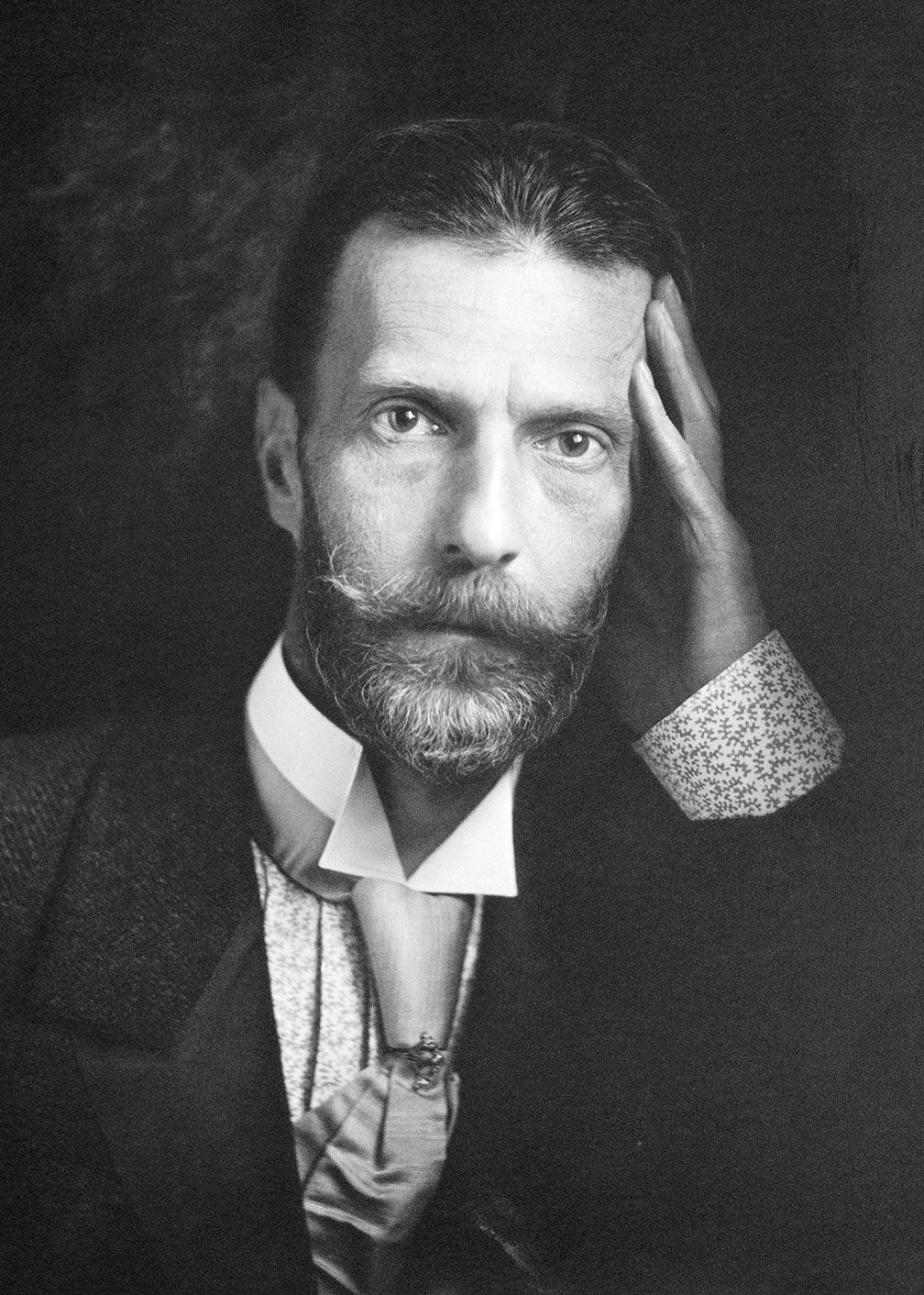
Velkovévoda Sergej - oběť atentátu

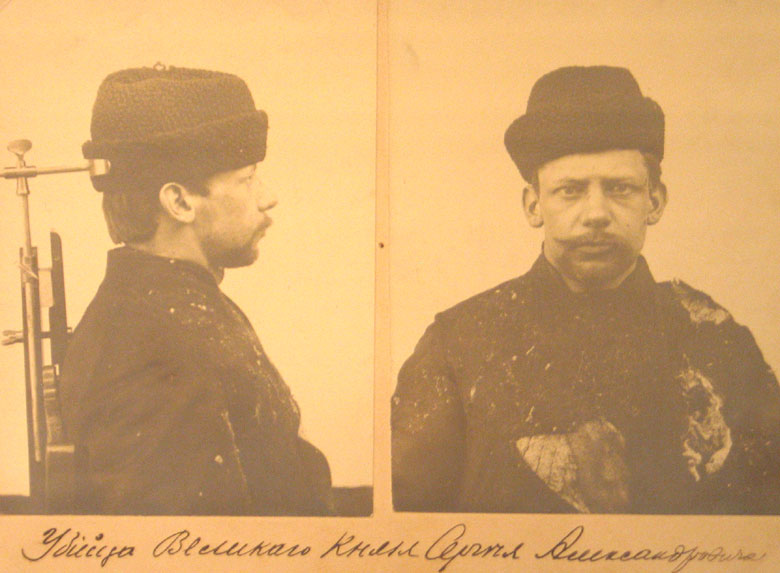
Kaljajev na policejním archivu po dopadení

Kaljajev se účastnil vraždy ministra vnitra Vjačeslava von Pleveho, ačkoli Pleve byl zabit jiným eserem Jegorem Sozonovem. Poté Kaljajev plánoval vraždu velkovévody Sergeje Alexandroviče.
Atentát byl naplánovaný na 15. února 1905. Toho dne jel velkovévoda navštívit Bolšoj těatr, kde se měl zúčastnit shromažďování finančních prostředků pro červený kříž. Kaljajev měl zaútočit na vozidlo, jakmile se přiblíží k divadlu. Když vozidlo zastavilo u divadla, Kaljajev se napřahoval na hození bomby, těsně před hodem si ale všiml, že vedle velkovévody Sergeje sedí jeho manželka Jelizaveta Fjodorovna a bratr Pavel Alexandrovič. Jelikož Kaljajev chtěl zabít pouze velkovévodu, na poslední chvíli hod vzdal. Jevno Azef ten samý den Kaljajevovi vynadal za to, že nezabil nejen velkovévodu, ale ani jeho rodinu.
Atentát uskutečnil o dva dny později. Odpoledne 17. února projížděl Sergejův kočár Nikolskou bránou v Kremlu. Asi čtyři kroky od kočáru stál Kaljajev. Jakmile se kočár přiblížil, Kaljajev vykročil a hodil bombu s nitroglycerinem přímo do Sergejova klína, díky čemuž se Sergej při explozi doslova rozletěl na kusy. Při explozi zahynulo také několik místních svědků. Jak Kaljajev přiznal, domníval se, že také zemře. Tuto událost později vylíčil Savinkov ve své knize Bílý kůň.

Kaljajev byl ihned zatčen. Několik dní po atentátu navštívila vdova Jelizaveta Fjodorovna Kaljajeva v jeho cele. Chtěla ho přesvědčit, aby se kál, aby ochránil svou duši, ale Kaljajev to odmítl. Byl odsouzen k trestu smrti a 23. května 1905 oběšen. Před popravou údajně odmítl políbit kříž.
Především věcná oprava: já nejsem obžalovaný před vámi, já jsem váš zajatec. My jsme — dvě bojující strany. Vy — zástupcové imperátorské vlády, najatí sluhové kapitálu a násilí. Já — jeden z lidových mstitelů, socialista a revolucionář. Nás rozdělují hory mrtvol, statisíce zničených lidských životů a celé moře krve a slz, rozlivší se po všech stranách potoky hrůzy a zděšení. Vy jste ohlásili válku lidu, my přijali výzev. Zajavše mne, můžete nyní uvaliti na mne mučení pozvolného uhasínání, můžete mne zabít, ale nad mou osobností nemůžete míti soudu. (…) Mezi námi nemůže býti ani slova smíření, jako není ho mezi samoděržavím a lidem. My stále jsme stejní nepřátelé a jestliže jste, zbavivše mne svobody a veřejného obrácení se k lidu, učinili nade mnou tak okázalé souzení, to ještě ani dost málo nezavazuje mne, abych uznával ve vás svých soudců. Ať soudí nás ne zákon, oblečený v senátorský mundur, ať soudí nás ne otrocké svědectví stavovských zástupců, kteří sem přišli z rozkazu vládní libovůle, ne žandarmská podlost. Ať soudí nás svobodně a nepokrytě vytryskší lidové svědomí. Ať soudí nás velkomučednice historie — lidové Rusko. (…) Není-li pravda, poctiví hodnostáři, vy jste nikoho nezabili a opíráte se netoliko o bodáky a zákon, ale i o argumenty mravnosti. Podobně jako jeden učený profesor z časů Napoleona III., vy jste hotovi přiznat, že existují dvě mravnosti. Jedna pro obyčejné smrtelníky, která hlásá „nezabiješ“, „neukradneš“, a druhá mravnost politická pro vládce, která jim vše dovoluje. A vy jste vskutku, přesvědčeni, že vám vše je dovoleno a že není soudu nad vámi (…) Já vidím blížící se svobodu znovuzrozeného, k novému životu pracujícího, lidového Ruska. A já jsem hrd, já jsem rád, že poskytnuta mi možnost umříti za ni s vědomím vykonané povinnosti.
I. Kaljajev, Řeč před soudem, úryvky